# 12AT7

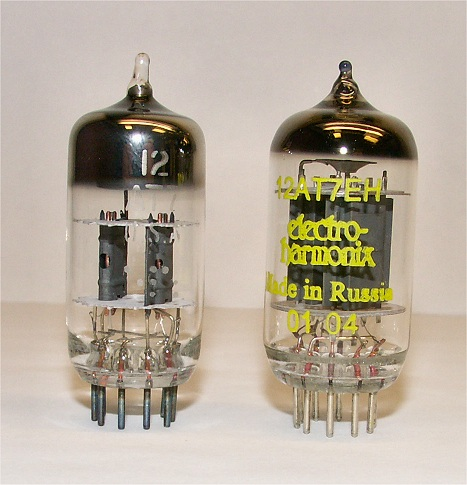
ゼネラル・エレクトリック製で旧型の狭幅プレート型12AT7 (左側）と現行品でエレクトロ・ハーモニックス製の大型プレート型12AT7 (右側)

12AT7 (ヨーロッパではミュラード-フィリップス ECC81が相当) は中程度の増幅率（60μ)を得られる9ピンのミニチュア双三極真空管である。
この真空管は、二つの6AB4/EC92s単三極管が2組封入されたものに相当する。

## 開発・性能

12AT7のベース ピン配置図

この真空管は、同じピン配列（EIA 9A）を持つ双三極真空管ファミリーに属しており、特に低増幅率（μ）の12AU7と高増幅率（μ）の12AX7は非常によく使用されている。
12AT7は12AX7より電圧利得がやや低いが、相互コンダクタンスとプレート電流が大きいので、メーカーのデータシートでは、12AT7と6AB4は12AU7や6C4とは異なり、VHF周波数まで動作する無線周波数帯デバイスとして記載されている。

## 用途
ギターアンプのようなオーディオ分野でよく使われているが、元々はテレビ、FMチューナーなどのVHF回路で発振器として使用されることを想定して設計されたので、高周波周波数帯域での用途に適している。フィラメントはセンター分岐形なので、6.3V 300mA（並列接続にした場合）、12.6V 150mA（センターを使用せずに直列にした場合）のいずれのヒーター回路にも使用可能である。
12AT7は、ロシア (エレクトロ・ハーモニックス ブランド)、スロヴァキア(JJエレクトロニック)、中国で製造されている。